# Сошня
Сошня — деревня в Гдовском районе Псковской области России. Входит в состав городского поселения «Гдов» Гдовского района.
Расположена на берегу реки Каменка (впадающей в Чудское озеро), в 14 км к северу от Гдова и в 1 км к востоку от деревни Каменный Конец.

## Население
Численность населения деревни по оценке на 2000 год составляет 0 человек, по переписи 2002 года — 6 человек.

## История
До 2005 года деревня входила в состав ныне упразднённой Гдовской волости.